# Lancashire Watch Company
La Lancashire Watch Company de Prescot fue fundada en 1889 por Thomas P. Hewitt, como rival de las grandes empresas relojeras estadounidenses y suizas que dominaban el mercado relojero por entonces. Estuvo operativa hasta 1910, año en el que quebró la firma.

## Historia
Hasta finales del siglo XIX, Prescot había sido el centro del comercio de relojes en Inglaterra. Los trabajadores producían piezas de relojes en pequeños talleres anexos a sus casas de campo y eran pagados a destajo. Hacia 1889, la introducción del «sistema estadounidense de fabricación de relojes» permitió a la Waltham Watch Company y a otras compañías producir relojes a un precio mucho menor, y la ciudad entró en decadencia.
En 1889 se formó la compañía y, con el paso del tiempo, se construyó una gran fábrica para producir relojes completos bajo un mismo techo. Los productos fabricados por la firma tenían más en común con los diseños estadounidenses anteriores que con los tradicionales relojes equipados con caracol usuales en Inglaterra. Debido a problemas de economía de escala, la Lancashire Watch Company tuvo dificultades para competir con las grandes fábricas estadounidenses y suizas. No logró obtener beneficios y quebró en 1910.